# Schoenomyza willinki
Schoenomyza willinki är en tvåvingeart som beskrevs av John Otterbein Snyder 1957. Schoenomyza willinki ingår i släktet Schoenomyza och familjen husflugor. Inga underarter finns listade i Catalogue of Life.